# Pietro Arcari
Pour les articles homonymes, voir Arcari.
Pietro Sante Arcari dit Pietro Arcari (né à Casalpusterlengo, le 2 décembre 1909 et mort à Cremone, le 8 février 1988) était un footballeur italien des années 1930, vainqueur de la coupe du monde.

## Biographie
Pietro Arcari évolua comme attaquant. Il fut sélectionné pour la Coupe du monde de football de 1934, à domicile, mais il ne joua aucun match du tournoi. Il remporta le tournoi. De plus, il ne connut aucune sélection avec la Squadra Azzurra.
Il joua pour cinq équipes italiennes (US Codogno, Milan FC, Genoa 1893, US Cremonese, AC Naples et SS Vastese), remportant une coupe d'Italie en 1937 avec le Genoa et une Serie C en 1942 avec l'Unione Sportiva Cremonese.

## Palmarès
- Coupe du monde de football
  - Vainqueur en 1934
- Coupe d'Italie de football
  - Vainqueur en 1937
- Championnat d'Italie de football D3
  - Champion en 1942